# فيث دين
فيث دين (بالإنجليزية: Faith Dane)‏ هي سياسية وممثلة أمريكية، ولدت في 3 أكتوبر 1923، وتوفيت في 7 أبريل 2020.

## وصلات خارجية
- فيث دين على موقع IMDb (الإنجليزية)
- فيث دين على موقع أول موفي (الإنجليزية)
- فيث دين على موقع قاعدة بيانات برودواي على الإنترنت (الإنجليزية)
- فيث دين على موقع قاعدة بيانات الأفلام السويدية (السويدية)
- فيث دين على موقع قاعدة بيانات الفيلم (الإنجليزية)
- فيث دين على موقع كينوبويسك (الروسية)